# Sisto Tavano
Sisto Tavano (Lestizza, 1º gennaio 1911 – ...) è stato un calciatore italiano, di ruolo centrocampista.

## Carriera
Con le maglie di Udinese e Padova, ha giocato in Serie A, Serie B e Serie C.